# Candoia aspera
Espèce
Synonymes
- Erebophis aspera Günther, 1877
- Engyrus asper schmidti Stull, 1932

Statut CITES
Candoia aspera est une espèce de serpents de la famille des Boidae.

## Répartition
Cette espèce se rencontre en Nouvelle-Guinée, dans l'archipel Bismarck, aux Salomon et aux Moluques.

## Liste des sous-espèces
Selon The Reptile Database (12 février 2014) :
- Candoia aspera aspera (Günther, 1877)
- Candoia aspera schmidti (Stull, 1932)

## Étymologie
La sous-espère Candoia aspera schmidti est nommée en l'honneur de Karl Patterson Schmidt.

## Publications originales
- Günther, 1877 : On a collection of reptiles and fishes from Duke of York Island, New Ireland, and New Britain. Proceedings of the Zoological Society of London, vol. 1877, p. 127-132 (texte intégral).
- Stull, 1932 : Five new subspecies of the family Boidae. Occasional papers of the Boston Society of Natural History, vol. 8, p. 25-29 (texte intégral).